# A View to a Kill (canción)
«A View to a Kill» —en español: «En la mira de los asesinos o Una vista para matar»— es el decimoséptimo sencillo de la banda británica de new wave Duran Duran, lanzado en mayo de 1985 y creado para la película de James Bond, A View to a Kill. 
Es la única canción de James Bond en haber alcanzado el número 1 en el Billboard Hot 100, además también fue número 2 durante tres semanas en la lista UK Singles Chart del Reino Unido. 
En 1986, John Barry y Duran Duran fueron nominados para el Globo de Oro a la Mejor Canción Original" por A View to a Kill. Fue la última canción grabada por los cinco miembros originales de Duran Duran hasta su reunión de 2001. Se tocó en su actuación de 1985 en Live Aid en Filadelfia, su última actuación antes de su primera separación, cuando aún estaba en el número 1 en la Billboard Hot 100.

## La canción
La canción fue escrita por Duran Duran y John Barry, y grabada en el Maison Rouge Studio y CTS Studio en Londres con una orquesta de 60 músicos. Duran Duran fue elegida para hacer la canción, después de que el bajista John Taylor (un fan de Bond de toda la vida) se acercó al productor Albert R. Broccoli en una fiesta, y un poco borracho preguntó "¿Cuándo vas conseguir a alguien decente para hacer uno de los temas para la película?" Este comienzo poco auspicioso llevó a algunas conversaciones serias, y la banda se presentó con el compositor John Barry, y también Jonathan Elias (con quien los miembros de Duran Duran más tarde trabajarían muchas veces). Una reunión de los primeros escritos en el apartamento de Taylor en Knightsbridge llevó a todos a emborracharse en lugar de componer.
El cantante Simon Le Bon dijo de Barry: "En realidad no llegamos a ninguna de las ideas musicales básicas. Escuchó lo que propusimos y lo puso en un orden. Por eso sucedió tan rápido, porque fue capaz de separar las buenas ideas de las malas, y las organizó. Tiene una gran manera de trabajar. Él trabajando con nosotros era prácticamente el sexto miembro del grupo, pero realmente no consiguió nada".
La canción se terminó en abril de 1985 y se publicó en mayo. En Estados Unidos entró en las listas el 18 de mayo en el puesto 45, y el 13 de julio alcanzó el número uno en Billboard Hot 100, y aún sigue siendo el único tema de Bond en haberlo conseguido.

## Video musical
La canción fue acompañada por un video tongue-in-cheek filmado en junio de 1985. Fue dirigido por el dúo Godley & Creme, que también había dirigido el video de 1981 para "Girls on Film". Los miembros de la banda ejecutaban muchas acciones: Roger Taylor envía sus sondas-cámaras del interior de su móvil HQ para patrullar por toda la torre Eiffel, Nick Rhodes toma fotos con su cámara espía, John Taylor supuestamente da una "mano amiga" a Bond (Roger Moore) por disparos en May Day (Grace Jones) con su arma escondida "binoculares-camuflado", mientras que Andy Taylor dirige su acordeón sónico en ataque contra Nick; mientras Simon Le Bon vaga aproximadamente, con un reproductor de casete portátil para hacer estallar una serie de explosiones en otras partes del mundo. Estas tomas se intercalan con algunas escenas tomadas de la película  A View to a Kill, incluyendo esas donde aparecen Moore y Jones en la torre Eiffel, de modo que parece que los actores y la banda están participando en la misma línea argumental.
Al final del video, una mujer se acerca a Le Bon preguntándole "Discúlpeme, ¿quién es usted?", entonces termina con una parodia del personaje Bond, al presentarse como: "Bon. Simon Le Bon." Después de decir esto, mira a su reproductor de casetes falso sólo para notar que está programado para que la Torre Eiffel explote inmediatamente. Sin embargo, en lugar de que la torre colapse, una postal con una imagen de la Torre Eiffel que se vende en un stand de turismo en la planta baja estalla como un cañón de pistola que se cierra al final del video.

## Lista de canciones
Sencillo 7" (EMI 1C 006 20 0630 7 - Europa)
A "A View to a Kill" - (3:34)
B "A View to a Kill" (That Fatal Kiss) (2:28)
Maxi 12" (GD Records – 12 Duran GD 007 Argentina)
A1 "A View to a Kill" (12" Remix) - 7:25
B1 "A View to a Kill"  (Movie Cut Version) - 3:51
B2 "A View to a Kill" (Alternate Short Version) - 2:28

## Posicionamiento en listas y certificaciones
| Lista (1985-1986)                     | Mejor posición |
| ------------------------------------- | -------------- |
| Alemania (Offizielle Deutsche Charts) | 9              |
| Australia (Kent Music Report )        | 6              |
| Austria (Ö3 Austria Top 40)           | 6              |
| Bélgica (Flandes) (Ultratop 50)       | 2              |
| Canadá (RPM Singles Chart)            | 1              |
| España (AFYVE)                        | 1              |
| Estados Unidos (Billboard Hot 100)    | 1              |
| Francia (SNEP)                        | 11             |
| Irlanda (IRMA)                        | 2              |
| Italia (FIMI)                         | 1              |
| Noruega (VG-lista)                    | 2              |
| Nueva Zelanda (Recorded Music NZ)     | 13             |
| Países Bajos (Dutch Top 40)           | 3              |
| Reino Unido (UK Singles Chart)        | 2              |
| Suecia (Sverigetopplistan)            | 1              |
| Suiza (Schweizer Hitparade)           | 7              |
| Unión Europea (Eurochart Hot 100)     | 1              |

| País        | Organismo certificador | Certificación  | Ref.   |
| ----------- | ---------------------- | -------------- | ------ |
| Canadá      | Music Canada           | Disco de Oro   | [ 23 ] |
| Reino Unido | BPI                    | Disco de Plata | [ 24 ] |

## Otras apariciones
Álbumes:
- Decade: Greatest hits (1989)
- Greatest (1998)
- Singles Box Set 1981-1985 (2003)
- Encore Series 78-03 Reunion Tour (2003)
- Live from London (2005)

## Personal
- Simon Le Bon - voz
- Andy Taylor - guitarra eléctrica
- John Taylor - bajo
- Nick Rhodes - sintetizador y sampler
- Roger Taylor - batería

### Sucesión en listas
| Anterior: «Everything She Wants» de Wham!                              | RPM Singles Chart — Sencillo Nro 1 29 de junio de 1985 — 6 de julio de 1985                                           | Siguiente: «Never Surrender» de Corey Hart                        |
| Anterior: «We Are The World» de USA for Africa «19» de Paul Hardcastle | Eurochart Hot 100 — Sencillo Nro 1 29 de junio de 1985 — 6 de julio de 1985 13 de julio de 1985 — 20 de julio de 1985 | Siguiente: «19» de Paul Hardcastle «Axel F» de Harold Faltermeyer |
| Anterior: «We Are The World» de USA for Africa                         | FIMI — Sencillo Nro 1 29 de junio de 1985 — 10 de agosto de 1985                                                      | Siguiente: «19» de Paul Hardcastle                                |
| Anterior: «Sussudio» de Phil Collins                                   | Billboard Hot 100 — Sencillo Nro 1 13 de julio de 1985 — 20 de julio de 1985                                          | Siguiente: «Everytime You Go Away de Paul Young                   |
| Anterior: «19» de Paul Hardcastle                                      | Hitlistan — Sencillo Nro 1 9 de agosto de 1985 — 23 de agosto de 1985                                                 | Siguiente: «(I'll Never Be) Maria Magdalena de Sandra             |